# Менем, Карлос
Ка́рлос Сау́ль Ме́нем (исп. Carlos Saúl Menem; 2 июля 1930, провинция Ла-Риоха — 14 февраля 2021, Буэнос-Айрес) — аргентинский политик, президент Аргентины от партии хустисиалистов с 1989 по 1999 год.
При Менеме в 1991 году государство вышло из Движения неприсоединения.

## Биография
Родился в семье иммигрантов-виноделов из Сирии (г. Ябруд). Мусульманин по вероисповеданию, впоследствии по политическим причинам перешёл в католичество. Окончил Национальный университет Кордовы в 1955 году по специальности «юрист».
Студенческие годы Менема совпали по времени с первым президентством Перона. Он вступает в Хустисиалистскую партию (ХП) и активно включается в политическую борьбу. После свержения Перона в 1955 году он занимается частной адвокатской практикой и по поручению партии в период запрета на деятельность ХП выступает в качестве защитника на судебных процессах привлеченных к уголовной ответственности видных перонистов.
В 1962 году избирался депутатом Законодательного собрания провинции Ла-Риоха, затем становится во главе провинциальной партийной организации перонистов и одновременно баллотируется на пост губернатора. Однако голосование состоялось без участия перонистского кандидата, так как выполняя указание находившегося в эмиграции Перона, ХП бойкотировала выборы, и Менему пришлось снять свою кандидатуру.

1982

Трижды избирался губернатором провинции Ла-Риоха. В первый раз был избран в 1973 году. Был в числе пассажиров авиарейса, сопровождавших Перона при его возвращении на родину в 1973. Находился на посту губернатора до 1976 года, когда в Аргентине произошёл военный переворот. В день военного переворота 24 марта 1976 года арестован прямо в губернаторской резиденции и посажен в военную тюрьму «Магдалена», где провёл 5 лет. Второй раз стал губернатором в октябре 1983 года, после падения военной хунты. Переизбирался на этот пост в декабре 1987 года и был губернатором до июля 1989 года. Пошёл на сближение с Р. Альфонсином, оказал ему поддержку, что вызвало резкое неудовольствие в ХП, на съезде которой в 1984 году был заклеймён «изменником» и «трусом».
14 мая 1989 года победил на президентских выборах, одержав победу над кандидатом правящего Гражданского радикального союза Эдуардо Ангелосом. На посту президента проводил рыночные реформы: приватизацию и финансовую стабилизацию, добился снижения инфляции, но выросла безработица. При Менеме Аргентина закрыла проект разработки баллистической ракеты средней дальности «Кондор-2» в 1991 году. Это было связано как с отсутствием средств для дальнейшей работы над проектом, так и с давлением США. В мае 1995 года был переизбран президентом Аргентины. В телеинтервью главной своей задачей и «делом собственной чести» он назвал борьбу с безработицей. В 1998-м Карлос Менем открыл в Оружейной палате Кремля выставку старинного аргентинского серебра, не доставшегося конкистадорам, которая прибыла из Буэнос-Айреса.
На президентских выборах 1999 года не выдвигал кандидатуру в связи с ограничением конституцией количества сроков подряд. На президентских выборах 2003 года в первом туре занял первое место, набрав 24,5 %, но в связи с опросами общественного мнения, предсказывавшими ему поражение во втором туре, снял свою кандидатуру, и президентом был объявлен Нестор Киршнер, набравший в первом туре 22,2 %. С 2005 года сенатор от провинции Ла-Риоха.
1 июля 2001 года Карлос Менем был арестован по обвинению в контрабанде оружия в Эквадор и Хорватию, но был оправдан. Позже, повторно обвинён и 13 июня 2013 был приговорён судом к семи годам лишения свободы, но как сенатор обладает депутатской неприкосновенностью. В 2017 году был переизбран в Сенат на очередной срок.
В марте 2019 года приговорен к трем годам и девяти месяцам тюрьмы за хищение в виде продажи имения по заниженной стоимости. Также ему запрещено занимать государственные должности. В 1991 году Менем продал одной сельскохозяйственной компании своё имение по заниженной стоимости.
Всегда считался эмоциональным, часто непредсказуемым и эксцентричным человеком. Политические противники аргентинского президента считают его «плебеем и выскочкой».
Заядлый болельщик и любитель погонять мяч со своими министрами в свободное от государственных забот время. Считал Марадону одним из своих лучших друзей.
Менему было присвоено звание почётного ереванца. Менем первым среди латиноамериканских глав государств посетил Украину с официальным визитом в июне 1998 года. 29 июня были подписаны двусторонние соглашения, среди которых Договор о дружеских отношениях и сотрудничестве между Украиной и Аргентинской Республикой.

## Личная жизнь
Менем женился на бывшей победительнице конкурса красоты «Мисс Вселенная» Сесилии Болокко. Имеет внебрачного сына Карлито.

## Смерть
Карлос умер 14 февраля 2021 года в Буэнос-Айресе из-за осложнений от инфекции мочевыводящих путей. Похоронен на мусульманском кладбище[уточнить] Буэнос-Айреса.

## Интересные факты
- Карлос Менем был радиолюбителем и имел позывной LU1SM[32].

## Награды
- Орден Изабеллы Католической
- Орден Святых Михаила и Георгия[33]